# Eburella pinima
Eburella pinima är en skalbaggsart som beskrevs av Martins 1997. Eburella pinima ingår i släktet Eburella och familjen långhorningar. Inga underarter finns listade i Catalogue of Life.